# Alan Villiers

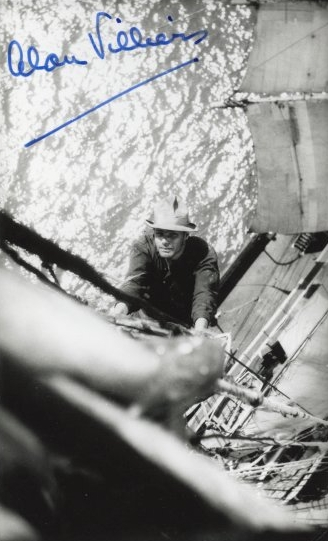
Alan Villiers 1929 an Bord der Grace Harwar

Alan John Villiers (* 23. September 1903 in Melbourne; † 3. März 1982) war ein australischer Seefahrer, Abenteurer, Fotograf und Schriftsteller.

## Leben
Villiers wurde 1903 in Melbourne als Sohn des Dichters und Gewerkschafters Leon Joseph Villiers geboren. Er wuchs in unmittelbarer Nähe der Hafenanlagen auf und begann mit 15 Jahren eine Ausbildung auf der Bark Rothesay Bay, einem der letzten segelgetriebenen Handelsschiffe in der Tasmansee.
Nach Abschluss der Ausbildung heuerte er auf weiteren Segelschiffen an. Bei einem Unfall an Bord der Lawhill wurde er verletzt und entschied sich daher, als Journalist zu arbeiten. 1922 wurde er beim Hobart Mercury angestellt.
Wenig später hatte er die Möglichkeit, norwegische Walfänger bei einer der ersten mit moderner Technik ausgestatteten Expedition ins Rossmeer zu begleiten. Seine Reportagen wurden per Funk übertragen und erschienen in mehreren Ländern. Nach Abschluss der Reise kehrte er nach Hobart zurück.

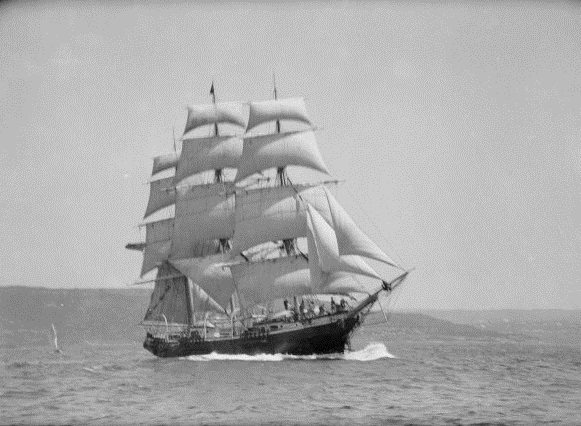
Die Joseph Conrad

1927 nahm er an der Reise der Herzogin Cecilie nach Falmouth teil. Das Schiff war von der schwedischen Bark Beatrice zu einem Rennen herausgefordert worden, welches es nach 96 Tagen Reisedauer gewann. Das auf der Reise entstandene Buch Falmouth for Orders wurde ein großer Erfolg für Villiers.
Nach einigen Monaten in Europa beschloss Villiers zusammen mit Ronald Walker, einen Dokumentarfilm über die letzten großen Segelschiffe zu drehen. Sie gingen an Bord der Grace Harwar, mit der sie Kap Hoorn umfuhren; Walker kam auf der Fahrt bei einem Unfall ums Leben.
1931 wurde die Viermastbark Parma für 34.000 RM von Kapitän Karl Ruben de Cloux (1884–1949) gekauft und Villiers erwarb Anteile, die er nach zwei Jahren aber wieder zurückverkaufte. Darauf kaufte er 1934 den Schoner Georg Stage, den er in Joseph Conrad (nach dem Schriftsteller Joseph Conrad) umbenannte und mit dem er zu einer Weltumseglung aufbrach.
Nachdem er dieses Schiff 1936 wieder verkauft hatte, begann er 1938, sich mit der arabischen Kultur der Seefahrerei zu beschäftigen. Während eines achtzehnmonatigen Aufenthalts an Bord einer Dau reiste er unter anderem bis nach Sansibar.
Während des Zweiten Weltkriegs kämpfte er als Offizier in der Royal Naval Reserve und wurde mit dem Distinguished Service Cross ausgezeichnet. Er war u. a. beteiligt an der Schlacht um Dünkirchen, der Operation Husky (Landung auf Sizilien) sowie der Operation Overlord (Landung in der Normandie).
1940 ließ er sich mit seiner Frau Nancie in Oxford nieder. Auch nach dem Krieg war er weiter seemännisch und journalistisch aktiv, so führte er 1957 die Mayflower II, eine Nachbildung der Mayflower, auf ihrer Jungfernfahrt als Kapitän. Im selben Jahr entdeckte Villiers die Star of India, deren Erhaltung er erfolgreich anstieß. Zudem nahm er Aufgaben als Kurator des National Maritime Museum und als Vorsitzender der Cutty Sark Preservation Society sowie der Society for Nautical Research wahr.

## Werke

### In deutscher Sprache (Auszug)
- Tausend Bunte Segel. Die Doryfischer vom Schoner Argus, Eberhard Brockhaus, Wiesbaden 1952
- Rund Kap Hoorn: Die letzte Reise der Grace Harwar, Eberhard Brockhaus, Wiesbaden 1953
- Vorm Wind über die sieben Meere. Drei Jahrzehnte auf den letzten Segelschiffen, Eberhard Brockhaus, Wiesbaden 1954
- Die Söhne Sindbads (übertragen von Siegfried H. Engel), Hans Dulk Verlag, Hamburg 1956
- Wilder Atlantik. Die Geschichte des Nord-Atlantik und der Männer die ihn bezwangen. Hans Dulk Verlag, Hamburg 1958
- Ein Königreich für ein Schiff. Erster Teil: Die Mayflower Saga. Zweiter Teil: Abenteuerliche Wanderung., Hans Dulk Verlag, Hamburg 1960
- Verschollen auf See (übertragen von Ulrich Zimmermann) Verlag Delius, Klasing & Co., Bielefeld und Berlin 1965
- Auf blauen Tiefen, Rütten & Loening, München 1967
- Über die sieben Meere. Windjammer auf großer Fahrt, Verlag Delius, Klasing & Co., Bielefeld und Berlin 2000, ISBN 3-89225-421-4
- James Cook – Seefahrer und Entdecker, Verlag Die Brigantine, Hamburg 1971

### In englischer Sprache
- A.J. Villiers; Whaling In The Frozen South (1925 The Bobbs-Merrill co.)
- Alan Villiers; The Wind Ship (1928 Hurst & Blackett, Ltd.)
- A.J. Villiers; Falmouth for Orders (1929 Henry Holt and Company)
- A.J. Villiers; illustrated with photographs taken by Ronald Gregory Walker and the author; By way of Cape Horn (1930 Charles Scribner’s Sons)
- A.J. Villiers; Sea Dogs of Today (1931 Henry Holt & Company)
- Alan Villiers; Vanished Fleets (1931 Charles Scribner’s Sons, ISBN 0-684-14112-4)
- Alan Villiers; The Sea in Ships (1932 G. Routledge and Sons Ltd.)
- A.J. Villiers; Voyage of the „Parma“; The Great Grain Race of 1932 (1933 G. Bles)
- Alan Villiers; Grain Race (1933 Charles Scribner’s Sons)
- Alan J. Villiers; With over 200 photographs by the author; Last of the Wind Ships (1934 William Morrow and Co)
- Alan Villiers; The Sea in Ships (1934 William Morrow and Co)
- Alan Villiers; Cruise of the Conrad (1937 Charles Scribner’s Sons)
- Alan Villiers; Stormalong (1937 Charles Scribner’s Sons)
- Alan J. Villiers; The Making of a Sailor (1938 William Morrow and Co)
- Alan Villiers; Illustrated by Victor J. Dowling Joey Goes To Sea (1939 Charles Scribner’s Sons)
- Alan Villiers; Sons of Sinbad (1940 Charles Scribner’s Sons)
- Alan Villiers; Illustrated with woodcuts by Charles Pont; Whalers of the Midnight Sun (1947 Charles Scribner’s Sons)
- Alan Villiers; The Set of the Sails; The Story of a Cape Horn Seaman (1949 Hodder and Stoughton)
- John Villiers; The Coral Sea (1949 Museum Press)
- Alan Villiers; The Quest of the Schooner Argus (1951 Charles Scribner’s Sons)
- Alan Villiers; The Indian Ocean (1952 Museum Press)
- Alan Villiers; Monsoon Seas (1952 McGraw Hill)
- Alan Villiers; Illustrated by Jean Main and David Cobb And Not To Yield; A Story of the Outward Bound School of Adventure (1953 Scribner)
- Alan Villiers with an introduction by the Duke of Edinburgh; The Cutty Sark; Last of A Glorious Era (1953 Hodder and Stoughton)
- Alan Villiers; The Way of a Ship (1953 Charles Scribner’s Sons)
- Alan Villiers; Sailing Eagle (1955 Charles Scribner’s Sons)
- Alan Villiers; Pioneers of the Seven Seas (1956 Routledge & Paul)
- Alan Villiers; Wild Ocean (1957 McGraw Hill)
- Alan Villiers; The New Mayflower (1958 Scribner)
- Alan Villiers; Give me a ship to sail (1959 Charles Scribner’s Sons)
- Alan Villiers; Of Ships and Men, a Personal Anthology (1962 Newnes)
- Alan Villiers; The Ocean; Man's Conquest of the Sea (1963 Dutton)
- Alan Villiers; Oceans of the World; Man's Conquest of the Sea (1963 Museum Press Ltd.)
- Alan Villiers; The Battle of Trafalgar (1965 Macmillan)
- Alan Villiers; Captain Cook (1967 Scribner)
- Alan Villiers; The Deep Sea Fishermen (1970 Hodder and Stoughton)
- Alan Villiers; The War with Cape Horn (1971 Pan Books Ltd., ISBN 0-330-23697-0)
- Alan Villiers; With Drawings by Mark Myers; My Favourite Sea Stories (1972 Lutterworth Press)
- Alan Villiers and Henri Picard; The Bounty Ships of France (1972 Charles Scribner’s Sons, ISBN 0-684-13184-6)
- Alan Villiers; Foreword by Melville Bell Grosvenor; Men Ships and the Sea (1973 National Geographic Society, ISBN 0-87044-018-7)
- Alan Villiers; Posted Missing (1974 Charles Scribner’s Sons, ISBN 0-684-13871-9)
- Alan Villiers; Voyaging With The Wind: An Introduction to Sailing Large Square Rigged Ships (1975 H.M. Stationery Office)